# !!! (musikalbum)
!!! är det eponymiska debutalbumet av indierockgruppen !!!, som släpptes på vinyl 2000 och släppt 19 juni 2001 på CD.

## Låtlista
| Nr           | Titel                          | Längd |
| ------------ | ------------------------------ | ----- |
| 1.           | The Step                       | 6:08  |
| 2.           | Hammerhead                     | 5:04  |
| 3.           | KooKooKa Fuk-U                 | 7:26  |
| 4.           | Storm the Legion               | 5:48  |
| 5.           | There's No Fucking Rules, Dude | 8:49  |
| 6.           | Intensify                      | 6:54  |
| 7.           | Feel Good Hit of the Fall      | 5:15  |
| Total längd: | Total längd:                   | 45:27 |